# أرون غروندي
أرون غروندي (بالإنجليزية: Aaron Grundy)‏ (21 يناير 1988 ببولتن في المملكة المتحدة - ) هو لاعب كرة قدم بريطاني في مركز حراسة المرمى. لعب مع كامبريدج يونايتد ونادي بوري ونادي اتحاد مانشستر ونادي تشورلي ونادي بارسكو وفليتوود تاون.

## وصلات خارجية
- أرون غروندي على موقع قاعدة بيانات كرة القدم.إي يو (الإنجليزية)
- أرون غروندي على موقع Soccerbase.com (لاعب) (الإنجليزية)